# Landschaftsschutzgebiet Roter Stein, Zimmerberg

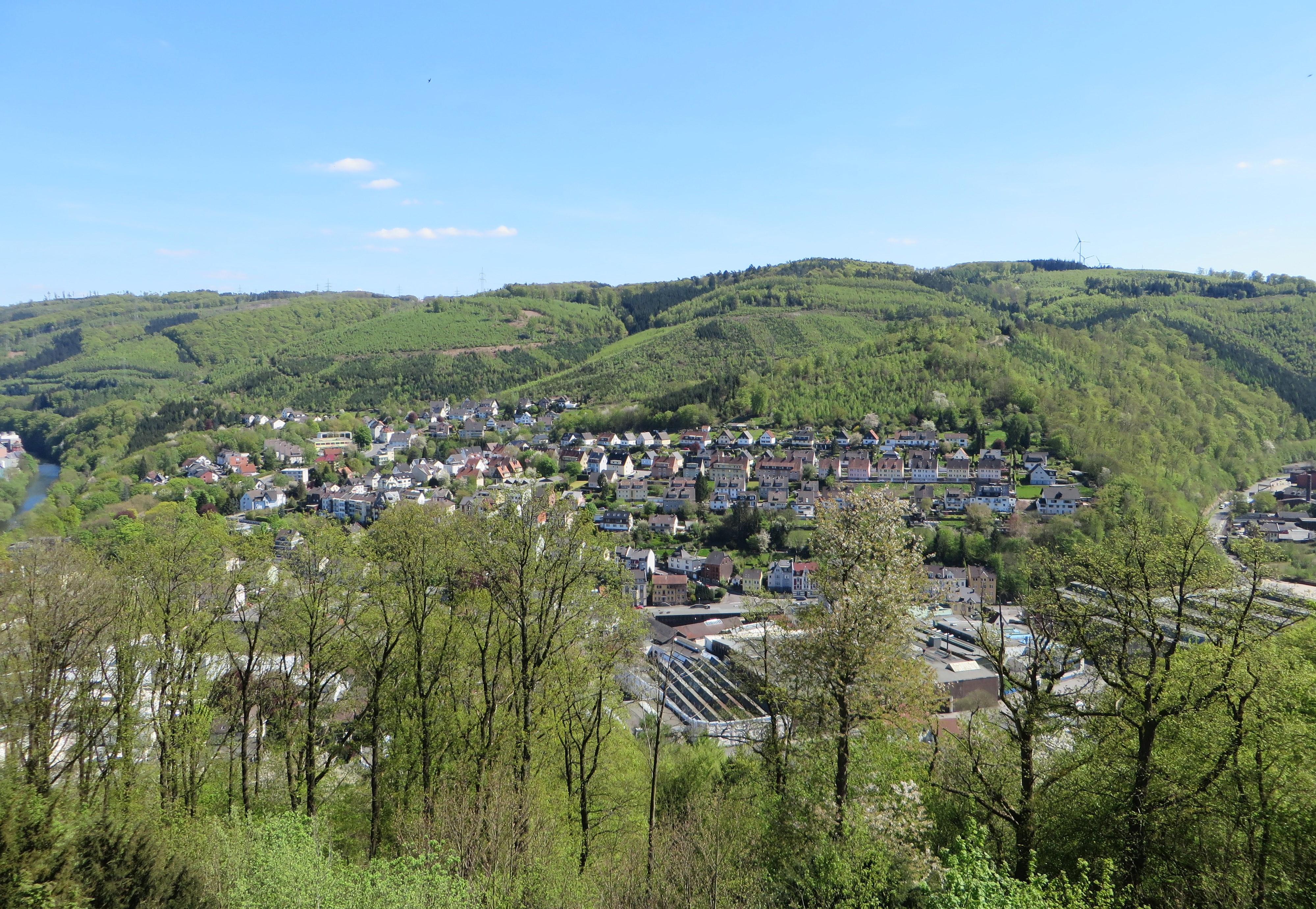
Landschaftsschutzgebiet Roter Stein, Zimmerberg im Hintergrund

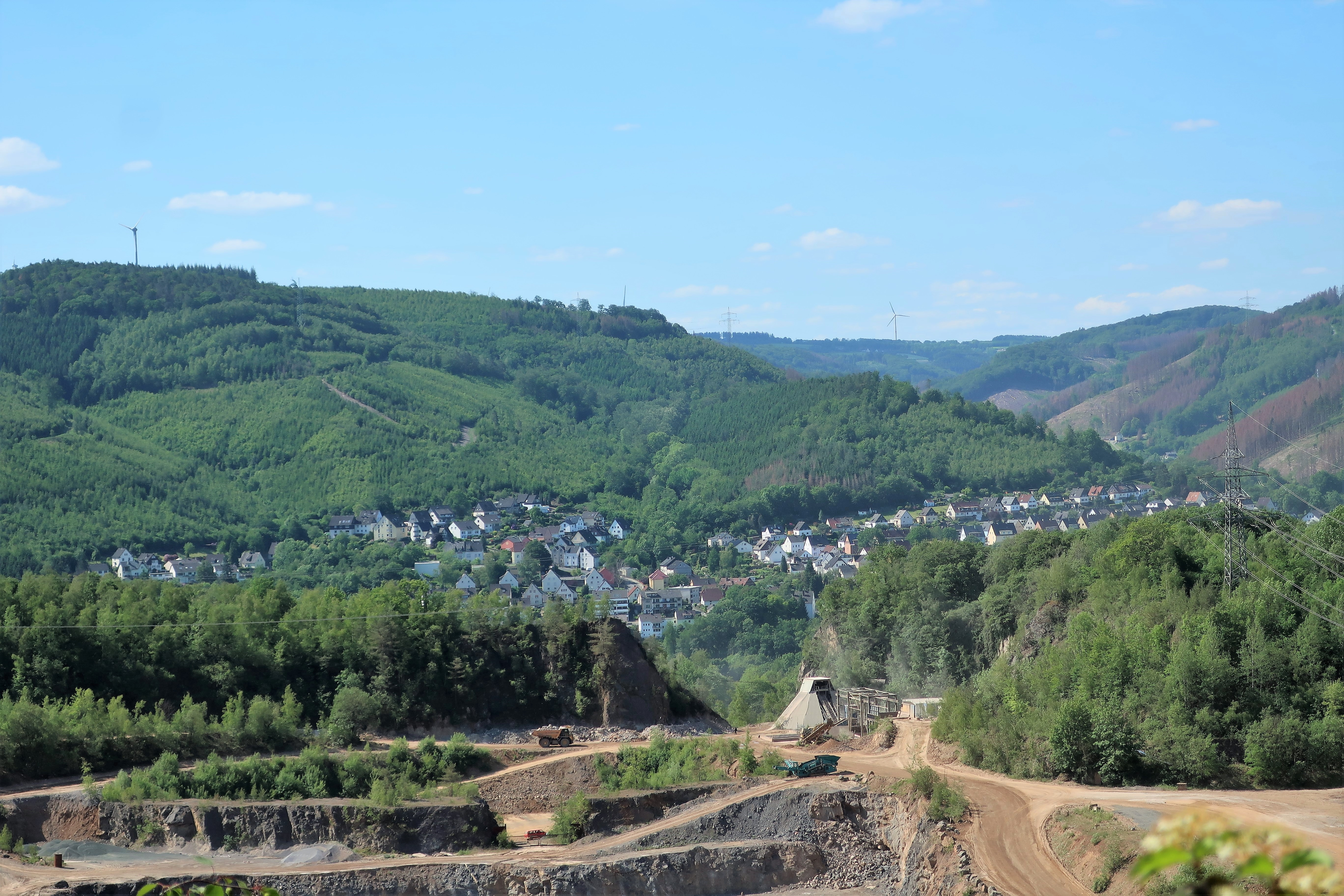
Blick auf das LSG Roter Stein, Zimmerberg in Hohenlimburg

Das Landschaftsschutzgebiet Roter Stein, Zimmerberg mit einer Flächengröße von 142,74 ha befindet sich auf dem Gebiet der kreisfreien Stadt Hagen in Nordrhein-Westfalen. Das Landschaftsschutzgebiet (LSG) wurde 1994 mit dem Landschaftsplan der Stadt Hagen vom Stadtrat von Hagen ausgewiesen.

## Beschreibung
Im Westen und Nordwesten geht das Schutzgebiet bis zur Bebauung im Nahmerbachtal bzw. Hohenlimburg. Das LSG grenzt im Norden direkt an das Landschaftsschutzgebiet Lenne-Niederung an. Im Nordosten liegt das Landschaftsschutzgebiet Iserlohn Typ A und im Osten und Süden das Landschaftsschutzgebiet Märkischer Kreis. 
Im LSG liegen hauptsächlich Waldbereiche mit teils mit wertvollem Baumbestand östlich des Nahmertals. Das LSG ist von zahlreichen Bächen durchzogen. Die Höchste Berge sind Zimmerberg (320 m) und Roter Stein (271 m).

## Schutzzweck
Laut Landschaftsplan erfolgte die Ausweisung „zur Erhaltung und Wiederherstellung der Leistungsfähigkeit des Naturhaushaltes, insbesondere durch Sicherung stadtklimatischer und ökologisch wichtiger Ausgleichsräume (wertvolle Waldgesellschaften), wegen der Vielfalt, Eigenart und Schönheit des Landschaftsbildes aufgrund der wertvollen Waldgesellschaften mit teilweise gut ausgeprägter Krautvegetation und wegen der besonderen Bedeutung des Waldgebietes für die auf Naturerlebnis ausgerichtete Erholungsnutzung“.